# Terratrèmol de Riobamba de 1797

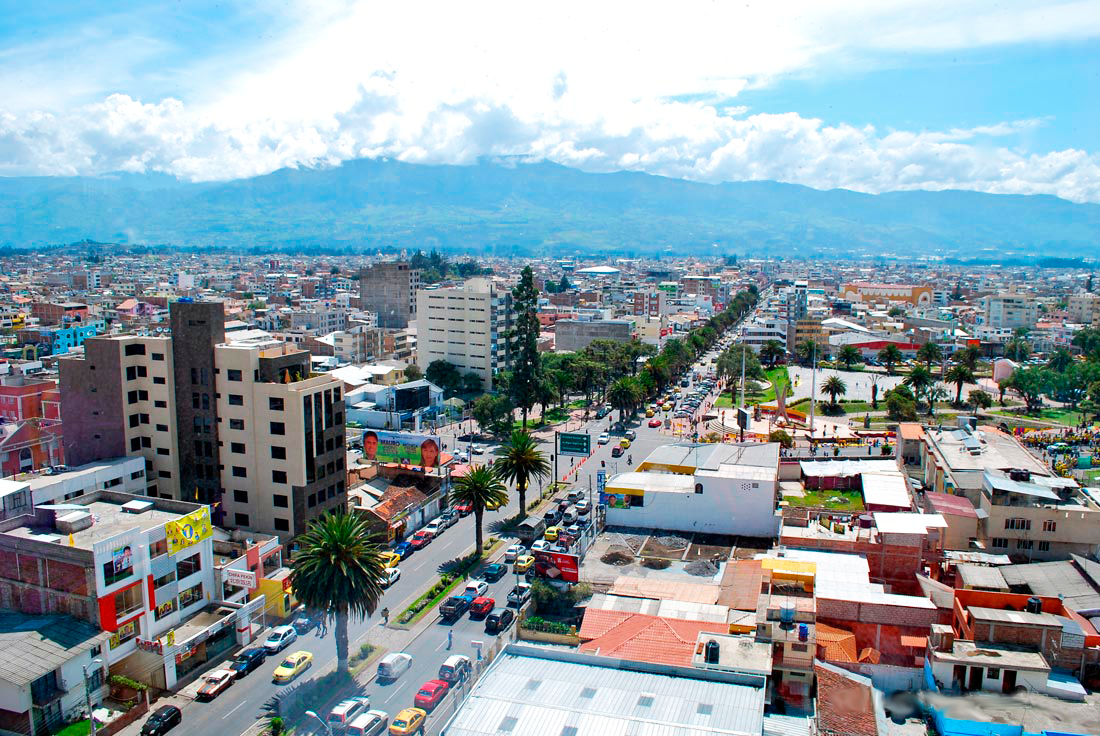
Vista general de la ciutat de Riobamba el 2014.

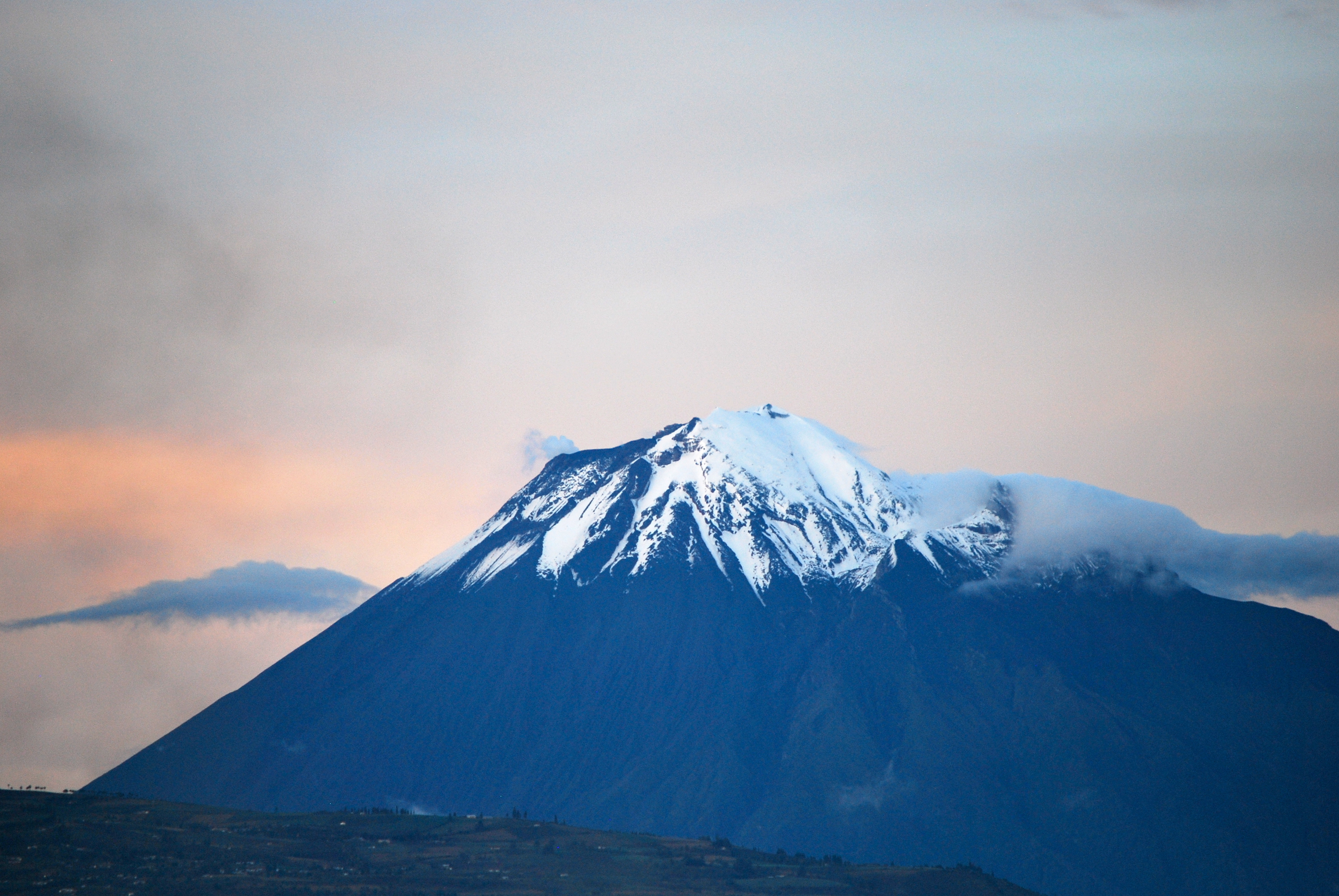
El volcà Tungurahua a la zona de Riobamba.

El terratrèmol de Riobamba de 1797 es va produir a les 12:30 UTC del 4 de febrer de 1797. Va devastar la ciutat de Riobamba, i moltes altres ciutats a la vall interandí, i va causat fins a 40.000 morts. S'estima que les intensitats sísmiques a la zona epicentral van atènyer almenys XI en l'escala de Mercalli, i que el sisme va tenir una magnitud de 8.3, sent el sisme més poderosa conegut a Equador. El terratrèmol va ser estudiat per Humboldt, quan va visitar la zona el 1801-1802.

## Geologia
La tectònica de l'Equador està dominada pels efectes de la subducció de la Placa de Nazca per sota de la Placa sud-americana. El sistemes principal de falles té una tendència NNE-SSO i mostren una mescla de falles dextrals de rumb (lateral dret) i falles inverses. A més d'aquestes falles que corren paral·leles als Andes a Equador, hi ha dos sistemes SO-NE de tendència dextral importants: La falla Pallatanga i la falla Chingual. La falla Pallatanga pasa prop de l'epicentre i s'ha suggerit que el moviment d'aquesta falla com la causa del terratrèmol, encara que no hi ha una ruptura clara en la superfície tingui suport tal moviment últimament.

## Danys
La zona de danys significatius (intensitat ≥ VII) es va estendre des de Quito, al nord, fins a més de 60 km al sud de Riobamba, incloent les ciutats de Guaranda, Ambato, Latacunga i les ciutats de Saquisilí i Baños. Riobamba i la ciutat de Quero van ser completament destruïdes per lliscaments de terra. Als peus del volcà Tungurahua, el riu Pastaza va ser represat per lliscaments per fins a vuitanta dies.
L'anàlisi de Humboldt del terratrèmol es va basar en relats anecdòtics que va recollir durant la seva visita. Algunes de les observacions no són creïbles, per exemple «els cossos de molts dels habitants es consta que van ser llançats fins a la lloma de Cullca, un pujol a diversos centenars de metres d'altura i en el costat oposat del riu Lican». Va donar una xifra de trenta a quaranta mil víctimes, mentre que algunes estimacions més recents estimen xifres de sis mil.

## Característiques
El tremolor va durar de tres a quatre minuts. La longitud estimada de la ruptura del terratrèmol és de 70,3 quilòmetres, amb l'azimut de la falla de 067°.

## Seqüeles
La ciutat de Riobamba va ser reconstruïda a gairebé 20 km al nord-est del seu lloc original, que ara ocupa el petit poble de Cajabamba.